# 순응 확률 과정
확률론에서 순응 확률 과정(順應確率過程, 영어: adapted stochastic process) 또는 비예상 확률 과정(非豫想確率過程, 영어: non-anticipating stochastic process)은 “미래를 예측하지 못하는” 확률 과정이다. 여기서, 순응 확률 과정이 알고 있는 정보는 여과 확률 공간 {\displaystyle ({\mathcal {F}}_{t})_{t\in T}}에 의하여 주어진다.  즉, 각 시각 {\displaystyle t\in T}에서 확률 변수 {\displaystyle X_{t}}의 “지식”은 시그마 대수 {\displaystyle {\mathcal {F}}_{t}}에 의하여 제한되며, 이는 시간에 따라서 증가한다.

## 정의
여과 확률 공간 {\displaystyle (\Omega ,{\mathcal {F}}_{t},\textstyle \Pr _{t})_{t\in T}} 위의 순응 확률 과정(영어: adapted stochastic process)은 다음과 같은 데이터로 주어진다.
- 가측 공간 {\displaystyle S}
- 각 {\displaystyle t\in T}에 대하여, 확률 변수 {\displaystyle X_{t}\colon (\Omega ,{\mathcal {F}}_{t},\textstyle \Pr _{t})\to S}

만약 {\displaystyle T}가 최댓값 {\displaystyle \infty \in T}를 가질 때, 이는 확률 공간 {\displaystyle (\Omega ,{\mathcal {F}}_{\infty },\Pr )} 위의 확률 변수를 이룬다.

## 성질
정의에 따라, 모든 확률 과정은 스스로의 자연 여과 확률 공간에 대하여 순응 확률 과정을 이룬다. 다시 말해, 확률 과정은 스스로에 대한 “지식”을 가진다.